# Ludvík Unger
Ludvík Unger (24. srpna 1840 Tábor – 30. prosince 1917 tamtéž) byl český učitel a spisovatel. Působil na řadě základních škol, zejména v Milevsku, Mšeně, Vysokém Mýtě a jako ředitel v Jistebnici. Organizoval ochotnické divadlo a pěvecké sbory, angažoval se v učitelských spolcích. Psal články do regionálního tisku a byl autorem básní a povídek pro mládež, vydávaných v časopisech i knižně.

## Život

### Studium a zaměstnání
Narodil se 24. srpna 1840 v Táboře, kde také navštěvoval hlavní a reálnou školu. Poté absolvoval německé učitelské ústavy ve Znojmě a v Českých Budějovicích. Roku 1866 složil v Praze zkoušky pro české hlavní a v roce 1875 v Brně pro měšťanské školy.
Vyučoval postupně v Jemnici, Táboře, Milevsku, Petrovicích u Sedlčan, Mšeně a Bystřici nad Pernštejnem. Roku 1876 získal místo učitele ve Vysokém Mýtě. V roce 1893 byl jmenován ředitelem měšťanské školy v Jistebnici, kde působil až do odchodu do výslužby r. 1899. Poté se vrátil do rodného města.
Zemřel v Táboře 30. prosince 1917 jako jeden z nejstarších místních pamětníků. Pohřben byl za velké účasti 1. ledna 1918.

### Veřejná činnost
Již od mládí byl veřejně činný. Jako dvacetiletý pořádal tábory lidu v Příběnicích a na Zvíkově. V Milevsku založil a vedl pěvecký sbor Vlastislav a organizoval sjezdy zpěváků. Ve Mšeně byl režisérem místních ochotníků a napsal pro ně jednoaktovku (Mila, mladá čarodějka). Ve Vysokém Mýtě roku 1880 spoluzakládal učitelský spolek Komenský a o čtyři roky později v něm měl přednášku o historii nedaleké obce Vraclav. V Jistebnici jako ředitel uspořádal například žákovskou pěvecko-hudební produkci s divadelním představením (1894) a školní výstavu (1895).
Psal především pedagogické texty, básně a povídky pro mládež do řady časopisů, např. Školník, Národní škola, Posel z Budče, Budečská zahrada a Naší mládeži. Do časopisu Tábor přispěl několika historickými statěmi. Více viz oddíl Dílo.
Získal pochvalu od korunního prince Rudolfa za báseň a proslov u příležitosti jeho sňatku s princeznou Štěpánkou (1881). V roce 1894 věnoval několik svých knih táborskému muzeu.

## Dílo
Byl autorem především řady povídek a básní pro mládež i dospělé. Knižně vyšly např.:
- Hvězdičky (1866), básně pro mládež
- Od Pernštýna (1875), povídky
- Mlýn v Mlčení (1878), historická povídka ze 17. století, umístěná do Mlčeňského mlýna v Kokořínském Dole
- Hospodine, pomiluj nás! (cca 1885), historická povídka ze 13. století
- Nováková ze Lhoty (1894), veselohra
- Březnické chaloupky (1895), historická povídka z doby tatarského vpádu

V časopisech publikoval např.:
- báseň Založení kláštera milevského roku 1185[3] (Tábor 2. července 1864); viz též Klášter Milevsko
- dopis o táborských kořenech svého vzdáleného příbuzného, ministra Aloise Pražáka (Tábor 11. října 1879, s. 5)
- báseň Na Vyšehradě (Malý čtenář z listopadu 1886)
- Za Jóžou Nedbalovou (Tábor 14. ledna 1903), nekrolog manželky Oskara Nedbala
- Za knížetem Karlem Schwarzenbergem (Táborský kraj 8. dubna 1904), viz též Karel III. ze Schwarzenbergu

## Rodina
22. listopadu 1871 se v Rožné u Bystřice nad Pernštejnem oženil s Filipínou Musilovou, 23letou dcerou sedláka (gruntovníka) v nedalekém Rodkově.